# Уліс Діні
Уліссе Діні (італ. Ulisse Dini; 14 листопада 1845 — 28 жовтня 1918) — італійський математик і політик, народився в Пізі. Він відомий своїм внеском у аналіз дійснозначних функцій, частково описаним у його збірці "Основи теорії дійснозначних функцій" (італ. «Fondamenti per la teorica delle funzioni di variabili reali»).

## Життєпис
Діні навчався у Вищій нормальній школі Пізи, щоб стати вчителем. Одним з його професорів був Енріко Бетті. У 1865 році стипендія дозволила йому відвідати Париж, де він навчався у Шарля Ерміта, а також у Жозефа Бертрана, і опублікував кілька робіт. У 1866 році він був призначений до Пізанського університету, де викладав алгебру та геодезію. У 1871 році він змінив Бетті на посаді професора аналізу та геометрії. З 1888 по 1890 рік Діні був ректором Пізанського університету та SВищої  нормальної школи з 1908 року до своєї смерті в 1918 році.

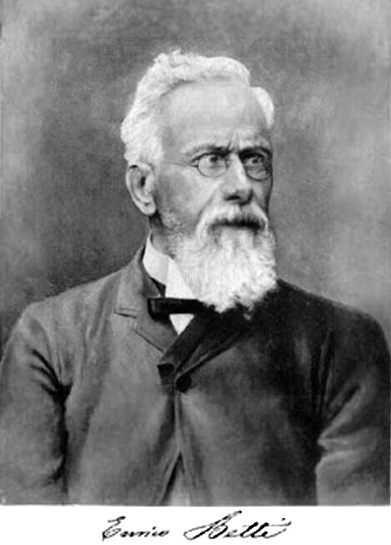
Енріко Бетті, викладач і академічний радник Уліса Діні

Він також був активним політиком: у 1871 році був обраний до міської ради Пізи, а в 1880 році став депутатом італійського парламенту.

### Відзнаки
Він був обраний почесним членом Лондонського математичного товариства.

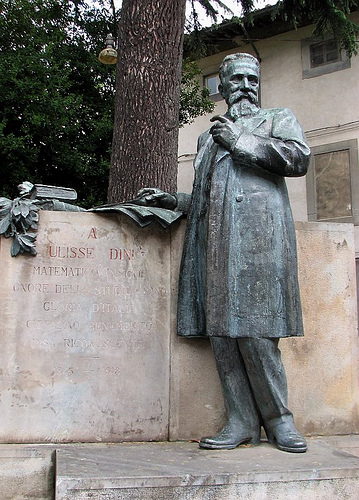
Пам'ятник Уліссу Діні в Пізі

### Дослідницька діяльність
Діні працював у сфері математичного аналізу в той час, коли він почав базуватися на суворих засадах. Крім своїх книг, він написав близько шістдесяти праць. 

Він довів критерій Діні для збіжності рядів Фур'є та досліджував теорію потенціалу та диференціальну геометрію поверхонь на основі роботи Еудженіо Бельтрамі.
Його роботи з теорії дійсних функцій мали також важливе значення в розвитку поняття міри на множині.

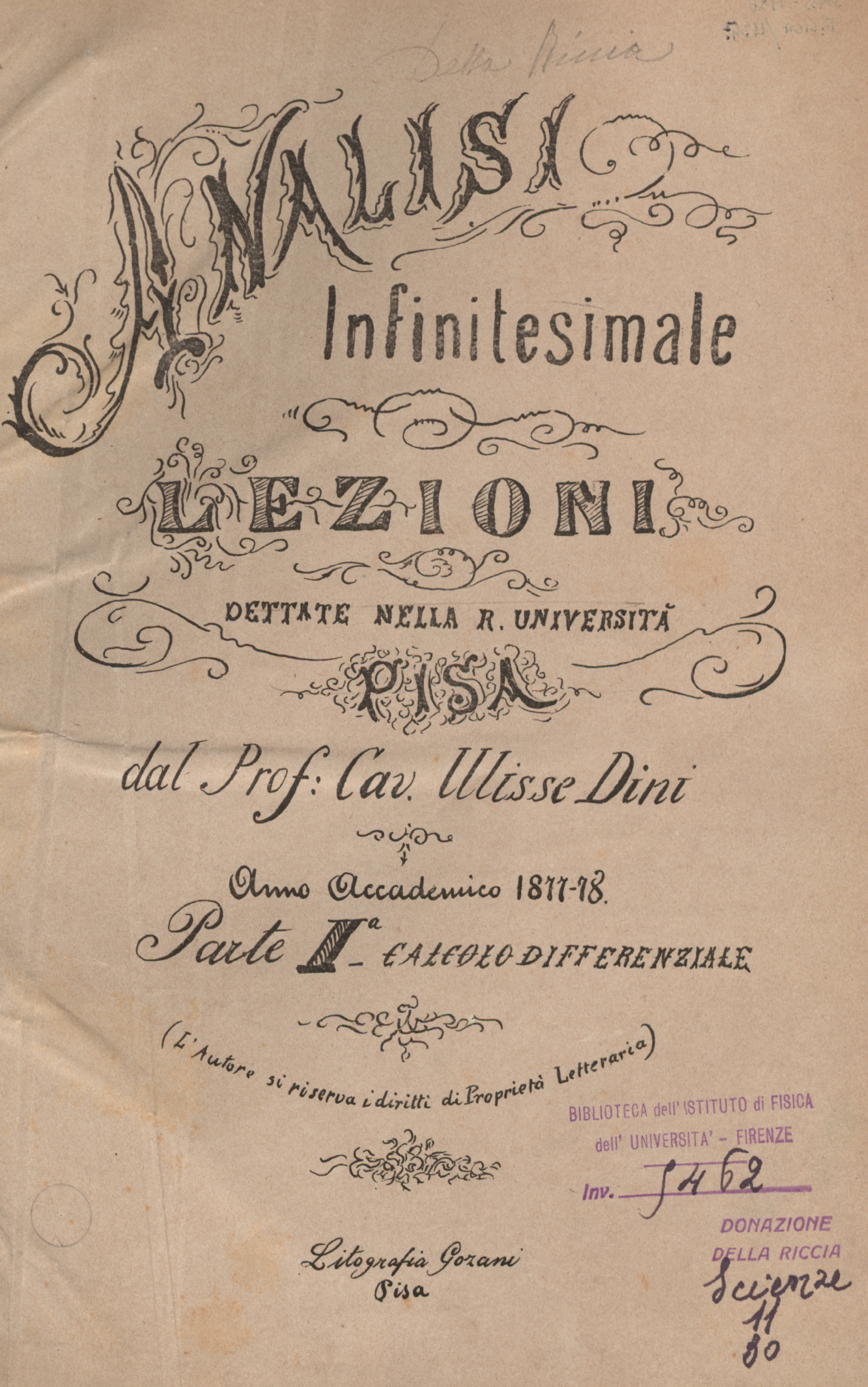
Lezioni di analisi infinitesimale, 1878

Теорема про неявну функцію в Італії відома як теорема Діні.

### Викладацька діяльність
Одним з його учнів був Луїджі Б'янкі.

## Книги Діні
- Serie di Fourier e altre rappresentazioni analitiche delle funzioni di una variabile reale (Pisa, T. Nistri, 1880)
- Lezioni di analisi infinitesimale. vol. 1 (Pisa, T. Nistri, 1907–1915)
- Lezioni di analisi infinitesimale.vol. 2 part 1 (Pisa, T. Nistri, 1907–1915)
- Lezioni di analisi infinitesimale.vol. 2 part 2 (Pisa, T. Nistri, 1907–1915)
- Fondamenti per la teorica delle funzioni di variabili reali (Pisa, T. Nistri, 1878)

## Ланки
- Джон Дж. О'Коннор та Едмунд Ф. Робертсон. Уліс Діні в архіві MacTutor (англ.)
- Уліс Діні(англ.) у проєкті «Математична генеалогія».